# موییس کیسلینگ
موییس کیسلینگ (به لهستانی: Moïse Kisling) (کراکوف، ۲۲ ژانویه ۱۸۹۱ – ساناری سیور مر، ۲۹ آوریل ۱۹۵۳) نقاش فرانسوی متولد لهستان بود. او سال ۱۹۱۰ به پاریس مهاجرت کرد و سال ۱۹۱۵ پس از خدمت در لژیون خارجی فرانسه و زخمی‌شدن جدی‌اش در جنگ جهانی اول در نبرد سم، به او شهروندی فرانسه داده شد. پس از شکست فرانسه، در سال ۱۹۴۰ به آمریکا رفت و سال ۱۹۴۶ به فرانسه برگشت.

## نگارخانه

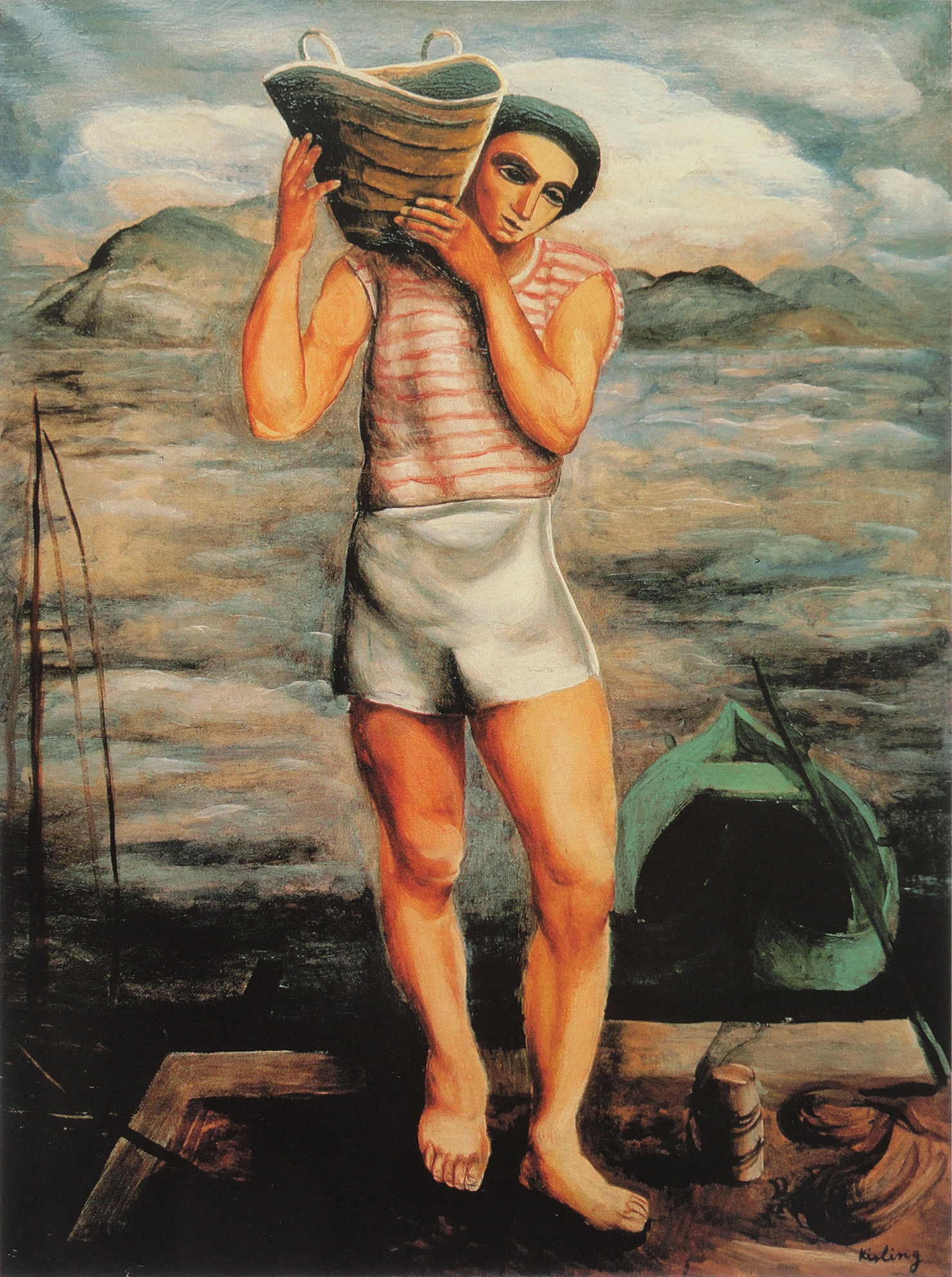

- پرونده:Portrait of Rénée Kisling.jpg